# Південний ситуаційний центр
Південний ситуаційний центр (араб. غرفة العمليات الجنوبية) -  угруповування сирійських повстанців проти режиму Башар аль-Асада сформоване друзькими племенами та сирійськими опозиційними групами на півдні Сирії під час наступу опозиції у 2024 році. Організація фактично була створена 6 грудня 2024 року.